# Liste der Kulturdenkmale in Sylt (Gemeinde)
In der Liste der Kulturdenkmale in Sylt sind alle Kulturdenkmale der schleswig-holsteinischen Gemeinde Sylt (Kreis Nordfriesland) aufgelistet (Stand: 30. Juni 2025).

## Legende
In den Spalten befinden sich folgende Informationen:
- Objekt-ID: die Nummer des Kulturdenkmales
- Lage: die Adresse des Kulturdenkmales und die geographischen Koordinaten. Kartenansicht, um Koordinaten zu setzen. In der Kartenansicht sind Kulturdenkmale ohne Koordinaten mit einem roten Marker dargestellt und können in der Karte gesetzt werden. Kulturdenkmale ohne Bild sind mit einem blauen Marker gekennzeichnet, Kulturdenkmale mit Bild mit einem grünen Marker.
- Offizielle Bezeichnung: Bezeichnung des Kulturdenkmales
- Beschreibung: die Beschreibung des Kulturdenkmales
- Bild: ein Bild des Kulturdenkmales

## Sachgesamtheiten
| Objekt-ID      | Lage | Offizielle Bezeichnung           | Beschreibung | Bild                             |
| -------------- | --- | -------------------------------- | --- | -------------------------------- |
| 40655 Wikidata | Haawerlön 5 (54° 52′ 4″ N, 8° 25′ 58″ O) | Kirche St. Martin                | Aktualisierung vorgesehen - Begründung: geschichtlich, künstlerisch, städtebaulich, Kulturlandschaft prägend - Schutzumfang: Kirche St. Martin mit Ausstattung, Glockenstapel, Kirchhof mit Steinwall, Grabmale bis 1870 | weitere Fotos \| Fotos hochladen |
| 40656 Wikidata | Kirchenweg 32 (54° 54′ 28″ N, 8° 18′ 56″ O) | Kirche St. Niels                 | Aktualisierung vorgesehen - Begründung: geschichtlich, künstlerisch, städtebaulich, Kulturlandschaft prägend - Schutzumfang: Kirche St. Niels mit Ausstattung, Kirchhof mit Steinwall, Grabmale bis 1870 | weitere Fotos \| Fotos hochladen |
| 38073          | Merret-Lassen-Wai 8 (54° 50′ 46″ N, 8° 17′ 52″ O) | Gästehaus „Rantum Inge“          | Gästehaus „Rantum Inge“; 1818, 1938, 1964; Anwesen in dreiflügeliger Anordnung bestehend aus einem in-die-5-gebauten Uthländischen Haus von 1818 (später Gast- und Gästehaus) und einem Wohnhaus von 1938 mit späteren Anbauten; nach massiven Sturmflutschäden Neuerrichtung des Gästehauses 1964 auf den Grundmauern in retardierenden Formen - Begründung: geschichtlich, wissenschaftlich, städtebaulich, Kulturlandschaft prägend - Schutzumfang: ehem. Uthländisches Haus, Wohnhaus | BW                               |
| 40654 Wikidata | Munkmarscher Chaussee (54° 53′ 49″ N, 8° 22′ 4″ O) | Kirche St. Severin               | Aktualisierung vorgesehen - Begründung: geschichtlich, künstlerisch, städtebaulich, Kulturlandschaft prägend - Schutzumfang: Kirche St. Severin mit Ausstattung, Kirchhof mit Steinwall, Grabmale bis 1870 | weitere Fotos \| Fotos hochladen |
| 55123          | Stadumstraße 9, 15, 17, 25, 28, 43, Osthedig 1 (54° 54′ 45″ N, 8° 18′ 49″ O)                                                                                                | Uthländische Häuser Stadumstraße | Uthländische Häuser; 17.-19. Jh.; freistehende, ursprünglich reetgedeckte Bauten in Traufstellung, aufgelockerte Anordnung beidseitig der Straße, Lage von Nr. 9, Nr. 28 und Nr. 43 auf größeren Gartengrundstücken, teils mit Steinwall oder Hausbäumen - Begründung: geschichtlich, wissenschaftlich, städtebaulich, Kulturlandschaft prägend - Schutzumfang: Uthländisches Häuser Stadumstraße 9, 17, 28, 43, Uthländisches Haus mit Steinwall (Osthedig 1), Uthländisches Haus mit zwei Hausbäumen (Stadumstraße 25), Wohnhaus (Stadumstraße 15) | BW                               |
| 52319          | Takerwai 1, 2, 3, 4, 5, 6-8 (54° 53′ 47″ N, 8° 22′ 10″ O) | Uthländische Häuser Takerwai     | Uthländische Häuser; 18.-19. Jh.; homogene, auf das Ende des 18. Jhs. zurückgehende Baugruppe traditioneller Wohn- und Wirtschaftsgebäude in aufgelockerter ortstypischer Anordnung, schlichte eingeschossige Sichtbacksteinbauten mit reetgedeckten Halbwalmdächern und Backengiebeln über den Mittel- bzw. Fronteingängen, Nr. 3 mit historischem Steinwall, Nr. 4 verputzt, Nr. 6-8 mit jüngerem Wirtschaftsteil von 1892 mit Drempeldach - Begründung: geschichtlich, städtebaulich, Kulturlandschaft prägend - Schutzumfang: Uthländische Häuser Takerwai 1, 2, 3 (mit Friesenwall), 4, 5, 6-8, Scheune (Takerwai 6-8) | BW                               |
| 52340          | Trift 1, 1a, Bahnhofstraße 30-32, 37, Bi Miiren 8-10, 11, Hindenburgdamm, Industrieweg 14, Industrieweg, Industrieweg 18a, Lehnshallig, Trift (54° 54′ 21″ N, 8° 18′ 49″ O) | Sylter Marschbahn                | Sylter Marschbahn; 1927, 1950er Jahre; Bahnstrecke von Niebüll nach Westerland auf Sylt mit dem Bahnhof in Westerland einschließlich Nebengebäude, Lokomotivschuppen, Drehscheibe mit Strahlengleisen, Wasserturm, Stellwerk „Wla“, und Güterschuppen, sowie den Bahnhöfen in Keitum und Morsum mit jeweils einem Beamtenwohnhaus, und schließlich zwei Wärtergebäuden - Begründung: geschichtlich, künstlerisch, städtebaulich, technisch, Kulturlandschaft prägend - Schutzumfang: Bahnhof Westerland mit Nebengebäude (Sylt, Trift 1), Stellwerk "Wla" (Sylt, Tift), Lokomotivschuppen, Drehscheibe mit Strahlengleisen (Sylt, Industrieweg), Wasserturm (Sylt, Industrieweg 14), Güterschuppen (Sylt, Industrieweg 18a); Bahnhof Morsum (Sylt, Bi Miiren 11), Beamtenwohnhaus (Sylt, Bi Miiren 8-10), Wärtergebäude "Hdm" (Sylt, Hindenburgdamm); Bahnhof Keitum (Sylt, Bahnhofstraße 37), Beamtenwohnhaus (Sylt, Bahnhofstraße 30-32); Wärtergebäude "Lhg" (Emmelsbüll-Horsbüll, Lehnshallig) | weitere Fotos \| Fotos hochladen |

## Gründenkmale
| Objekt-ID      | Lage                                                | Offizielle Bezeichnung | Beschreibung | Bild                             |
| -------------- | --------------------------------------------------- | ---------------------- | --- | -------------------------------- |
| 19358 Wikidata | Haawerlön 5 (54° 52′ 5″ N, 8° 25′ 57″ O)            | Kirchhof mit Steinwall | Alteintragung (Aktualisierung vorgesehen) - Begründung: geschichtlich, Kulturlandschaft prägend - Schutzumfang: Kirchhof mit Steinwall, Grabmale bis 1870 - Denkmaltyp: Gründenkmal, Sachgesamtheit: Kirche St. Martin  | BW                               |
| 19354 Wikidata | Kirchenweg 32 (54° 54′ 28″ N, 8° 19′ 2″ O)          | Kirchhof mit Steinwall | Alteintragung (Aktualisierung vorgesehen) - Begründung: geschichtlich, Kulturlandschaft prägend - Schutzumfang: Kirchhof mit Steinwall, Grabmale bis 1870 - Denkmaltyp: Gründenkmal, Sachgesamtheit: Kirche St. Niels   | Fotos hochladen                  |
| 3902 Wikidata  | Lorens-de-Hahn-Straße (54° 53′ 59″ N, 8° 18′ 21″ O) | Eidum-Vogelkoje        | Alteintragung (Aktualisierung vorgesehen) - Begründung: geschichtlich, wissenschaftlich, Kulturlandschaft prägend - Schutzumfang: Eidum-Vogelkoje, Kojenteich mit fünf Fanggräben - Denkmaltyp: Gründenkmal             | weitere Fotos \| Fotos hochladen |
| 19356 Wikidata | Munkmarscher Chaussee (54° 54′ 10″ N, 8° 21′ 48″ O) | Kirchhof mit Steinwall | Alteintragung (Aktualisierung vorgesehen) - Begründung: geschichtlich, Kulturlandschaft prägend - Schutzumfang: Kirchhof mit Steinwall, Grabmale bis 1870 - Denkmaltyp: Gründenkmal, Sachgesamtheit: Kirche St. Severin | BW                               |

## Ehemalige Kulturdenkmale
| Objekt-ID     | Lage                                     | Offizielle Bezeichnung | Beschreibung | Bild                             |
| ------------- | ---------------------------------------- | ---------------------- | ------------ | -------------------------------- |
| 4223 Wikidata | Brönswai 5 (54° 54′ 15″ N, 8° 18′ 29″ O) | Uthländisches Haus     |              | weitere Fotos \| Fotos hochladen |

## Quelle
- Liste der Kulturdenkmale in Schleswig-Holstein – Kreis Nordfriesland (PDF)

- Karte mit allen Koordinaten:
- OSM |
- WikiMap